# Ohrady
Ohrady es un municipio del distrito de Dunajská Streda en la región de Trnava, Eslovaquia, con una población estimada a final del año 2024 de 1362 habitantes.
Se encuentra ubicado al sur de la región, cerca de los ríos Danubio y Váh, y de la frontera con Hungría y la región de Bratislava.

## Demografía
| Año        | 1994 | 2004    | 2014    | 2024    |
| ---------- | ---- | ------- | ------- | ------- |
| Población  | 1157 | 1179    | 1250    | 1362    |
| Diferencia |      | +1,90 % | +6,02 % | +8,96 % |

| Año        | 2023 | 2024    |
| ---------- | ---- | ------- |
| Población  | 1356 | 1362    |
| Diferencia |      | +0,44 % |